# Ophiologie
 (mars 2025).
Si vous disposez d'ouvrages ou d'articles de référence ou si vous connaissez des sites web de qualité traitant du thème abordé ici, merci de compléter l'article en donnant les références utiles à sa vérifiabilité et en les liant à la section « Notes et références ».
L'ophiologie (du grec ancien ὄφις, óphis « serpent ») (on dit aussi ophiographie) est une branche de la zoologie, ayant pour objet d'étude les ophidiens ou serpents. Le terme « ophiologie » est donc un hyponyme (ou synonyme restrictif inclus), et une sous-branche, de l'herpétologie, qui désigne l'étude de « tout ce qui rampe » à savoir l'ensemble des amphibiens (hyponyme dédié : batrachologie), et l'ensemble des reptiles. Pour les aspects lexicaux de ces termes, consulter aussi le Wiktionnaire, notamment l'article ophiologie.